# Phil Bryant
Phil Bryant (n. 22 februarie 1878, Melrose⁠(d), Massachusetts, SUA – d. 18 aprilie 1938, Marshfield⁠(d), Massachusetts, SUA) a fost un arcaș ce a reprezentat Statele Unite ale Americii, medaliat olimpic. A participat la o ediție a Jocurilor Olimpice (1904) în care a câștigat două medalii de aur și o medalie de bronz.